# 이브 뮤어헤드
이브 뮤어헤드(영어: Eve Muirhead, MBE, 1990년 4월 22일~)는 스코틀랜드의 컬링 선수이다.
아버지 고든 뮤어헤드는 1992년 동계 올림픽에 출전한 컬링 선수이다. 두 남동생 중 한 명인 토머스도 컬링 선수이다.